# Calle de vórtices de Von Kármán

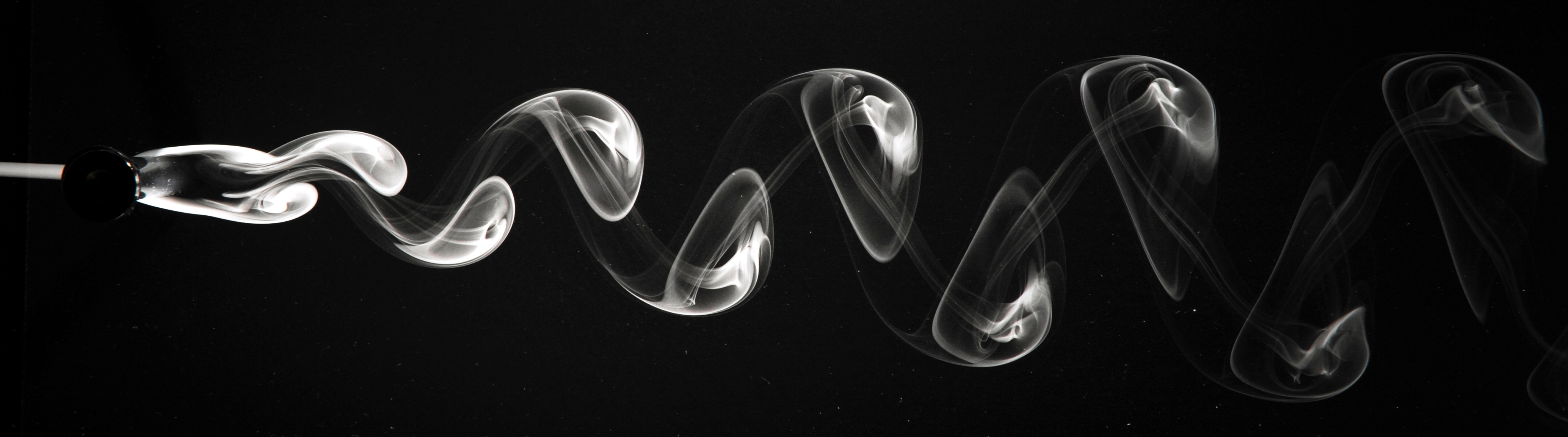
Visualización de la calle vórtice detrás de un cilindro circular en el aire; el flujo se hace visible a través de la liberación de vapor de glicerol en el aire cerca del cilindro.

Una calle de vórtices de Von Kármán, también conocidos como torbellinos de Von Kármán es un patrón que se repite de vórtices en remolino causados por la separación no estacionaria de la capa de fluido al pasar sobre cuerpos sumergidos. Debe su nombre al ingeniero y estudioso de la dinámica de los fluidos, Theodore von Kármán. Estos vórtices o torbellinos repetitivos son los responsables de fenómenos tales como el sonido por vibración de líneas telefónicas o líneas eléctricas suspendidas y la vibración de la antena de un automóvil a ciertas velocidades.

## Análisis

Animación de calle de vórtices creada por un objeto cilíndrico; El flujo en lados opuestos del objeto recibe diferentes colores, lo que muestra que los vórtices se desprenden de lados alternos del objeto.

Las calles de vórtices de Von Kármán ocurren solo cuando el número de Reynolds (Re) registra ciertos valores, por lo general superiores a 90. El número de Reynolds es una medida de la relación entre las fuerzas inerciales y las viscosas en el flujo de un fluido, la cual puede definirse mediante la siguiente fórmula:
| Símbolo              | Nombre |
| -------------------- | --- |
| {\displaystyle d}    | Diámetro del cilindro (o de la medida equivalente en el caso de los objetos que no son circulares) del cual proviene el fluido |
| {\displaystyle u}    | Velocidad constante del flujo en dirección al cilindro                                                                         |
| {\displaystyle \nu } | Viscosidad cinemática del fluido                                                                                               |

| Símbolo               | Nombre                                               |
| --------------------- | ---------------------------------------------------- |
| {\displaystyle \nu }  | Viscosidad cinemática del fluido                     |
| {\displaystyle \mu }  | Viscosidad dinámica del fluido de la corriente libre |
| {\displaystyle \rho } | Densidad de referencia del fluido                    |

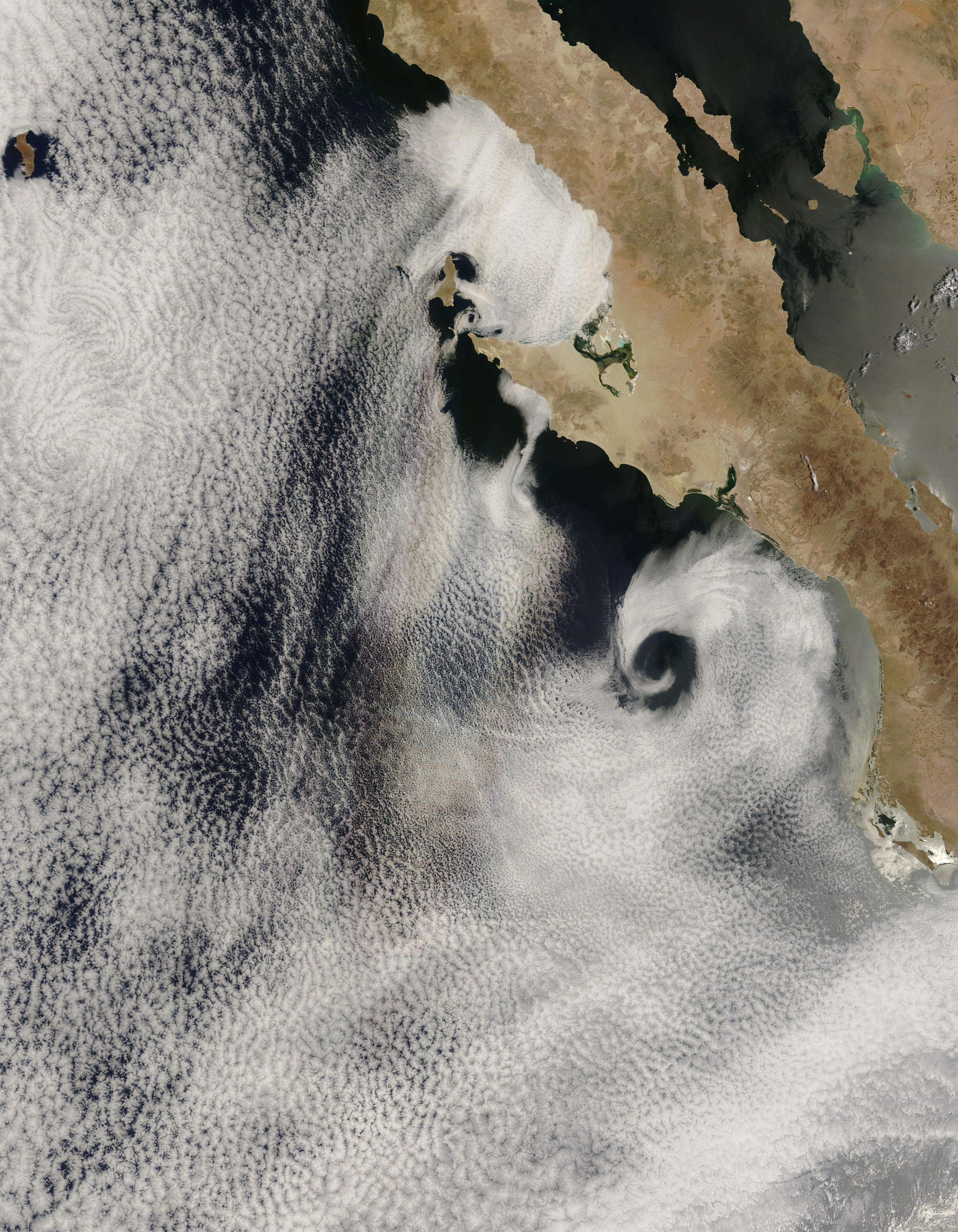
Una gloria y una calle de vórtices en la zona meridional de la península de Baja California.

El rango de valores de Re oscilará según el tamaño y la forma del cuerpo a partir del cual se producen los vórtices así como de sus corrientes contrarias, es decir sus eddies o remolinos, lo mismo que en función de la viscosidad cinemática del fluido. Cuando se trata de rangos elevados de Re (47<Re<107 para cilindros circulares), se producen eddies en cada lado del cuerpo, formando dos filas de vórtices en su estela, cuyos centros se alternan, quedando en cada fila situados en una posición intermedia con respecto a los de la otra. Por último, la energía se consume por la viscosidad y el patrón se dispersa en función de la distancia de la fuente.
Cuando solo se produce un vórtice, alrededor del cuerpo se forma un patrón de flujo asimétrico y cambia la distribución de la presión. Esta producción de vórtices puede provocar fuerzas laterales periódicas sobre el cuerpo, causando vibraciones. Si el vórtice emite frecuencia similares a las de un cuerpo o estructura, produce resonancia, afectando las líneas telefónicas, haciendo sonar las redes eléctricas o llevando a vibrar las antenas de radio con más fuerza a ciertas velocidades.
Para un perfil aerodinámico la longitud de referencia depende del análisis. De hecho, la cuerda del perfil es normalmente elegida como la longitud de referencia también para el coeficiente aerodinámico para secciones de ala y perfiles delgados en los que el objetivo principal es maximizar el coeficiente de sustentación o la relación sustentación/destracción (es decir, como es habitual en la teoría del perfil delgado, uno emplearía la cuerda de Reynolds como el parámetro de velocidad de flujo para comparar diferentes perfiles). Por otro lado, para carenados y puntales el parámetro dado suele ser la dimensión de la estructura interna a racionalizar (pensemos por simplicidad que se trata de una viga de sección circular), y el objetivo principal es minimizar el coeficiente de arrastre o la relación arrastre/elevación. El principal parámetro de diseño que se convierte naturalmente también en una longitud de referencia es por lo tanto el espesor del perfil (la dimensión del perfil o área perpendicular a la dirección del flujo), en lugar de la cuerda del perfil.

## En meteorología

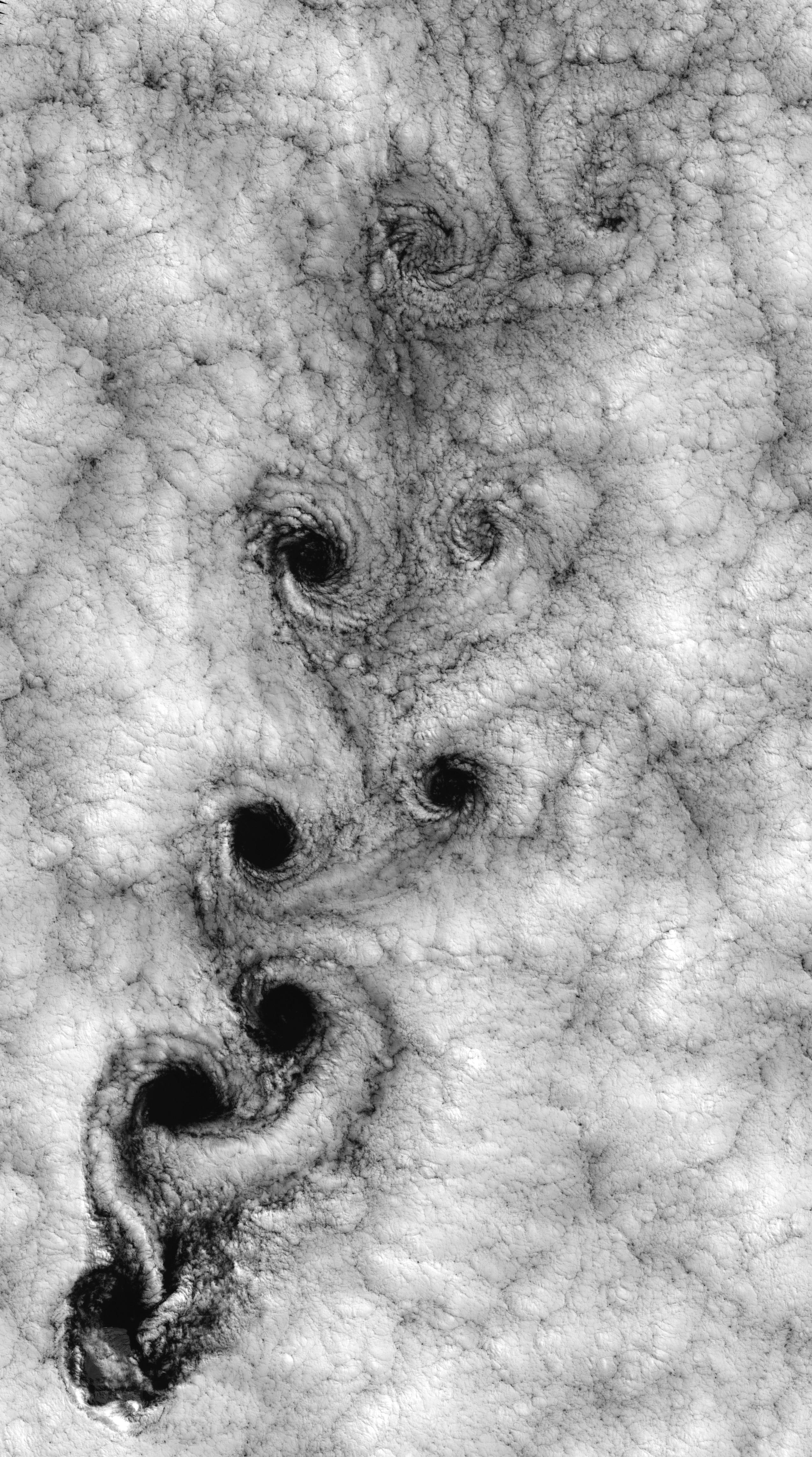
Calle vórtice de Kármán causada por el viento que fluye alrededor de las islas Juan Fernández frente a la costa chilena.

El flujo de aire atmosférico sobre obstáculos como islas o montañas aisladas a veces da lugar a las calles de vórtice de von Kármán. Cuando una capa de nubes está presente en la altitud correspondiente, las calles se hacen visibles. Tales calles de vórtices de capas de nubes han sido fotografiadas desde satélites. La calle del vórtice puede alcanzar más de 400 km desde el obstáculo y el diámetro de los vórtices es normalmente de 20-40 km.

## Problemas para la ingeniería

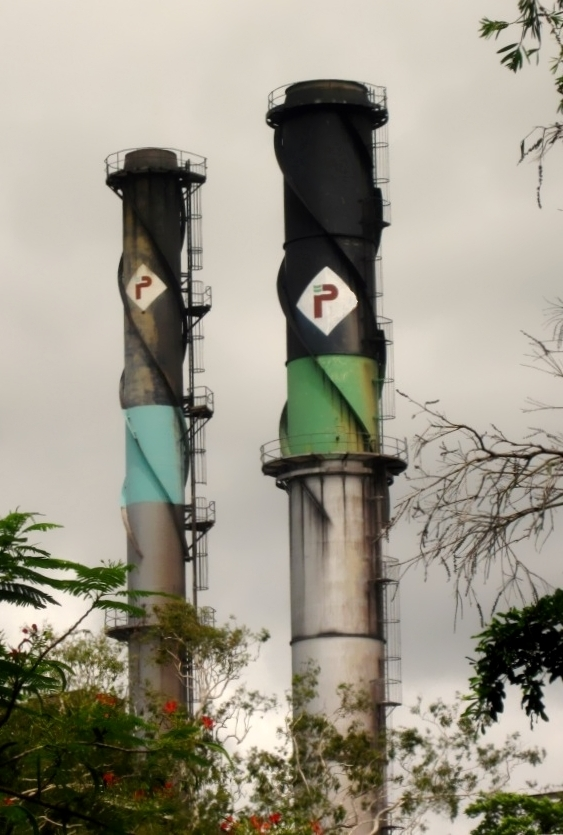
Chimeneas con hebras montadas para romper vórtices.

Las fuerzas periódicas que se establecen de esta manera pueden ser muy indeseables y es por ende importante considerar los efectos potenciales de la producción de vórtices en el diseño de varios tipos de estructuras, como periscopios, submarinos o chimeneas industriales, sobre todo para las torres de refrigeración de hormigón, en particular cuando se las construye en grupos. De hecho, este fenómeno causó el colapso de algunas de las chimeneas de la central termoeléctrica de Ferrybridge, en Inglaterra septentrional, en 1965 durante vientos fuertes.
En baja turbulencia, los edificios altos pueden producir una calle Kármán, siempre y cuando la estructura sea uniforme a lo largo de su altura. En áreas urbanas donde hay muchas otras estructuras altas cerca, la turbulencia producida por éstas impide la formación de vórtices coherentes. Las fuerzas periódicas de viento cruzado establecidas por los vórtices a lo largo de los lados de los objetos pueden ser altamente indeseables, por lo que es importante que los ingenieros tengan en cuenta los posibles efectos del desprendimiento de los vórtices cuando diseñen una amplia gama de estructuras.

## Fórmula
Cuando se considera un largo cilindro circular, la frecuencia de la producción de vórtices se determina según la siguiente relación empírica:
| Símbolo           | Nombre                               |
| ----------------- | ------------------------------------ |
| {\displaystyle f} | Frecuencia de producción de vórtices |
| {\displaystyle d} | Diámetro del cilindro                |
| {\displaystyle u} | Velocidad del fluido                 |

Esta fórmula es en general correcta para rangos de 250 < Re < 2 × 105. Al parámetro adimensional fd/V se le conoce como número de Strouhal y lleva el nombre del físico checo, Vincenc Strouhal (1850-1922), quien investigó por primera vez el zumbido o el canto constante de los cables de telégrafo en 1878.

## En el vuelo de ciertos insectos
Algunos estudios han mostrado que al volar, insectos como las abejas toman energía de los vórtices que hay a su alrededor, pues al generar estos arrastres pueden aquellos mejorar su velocidad.